# Deserto dell'Algeria

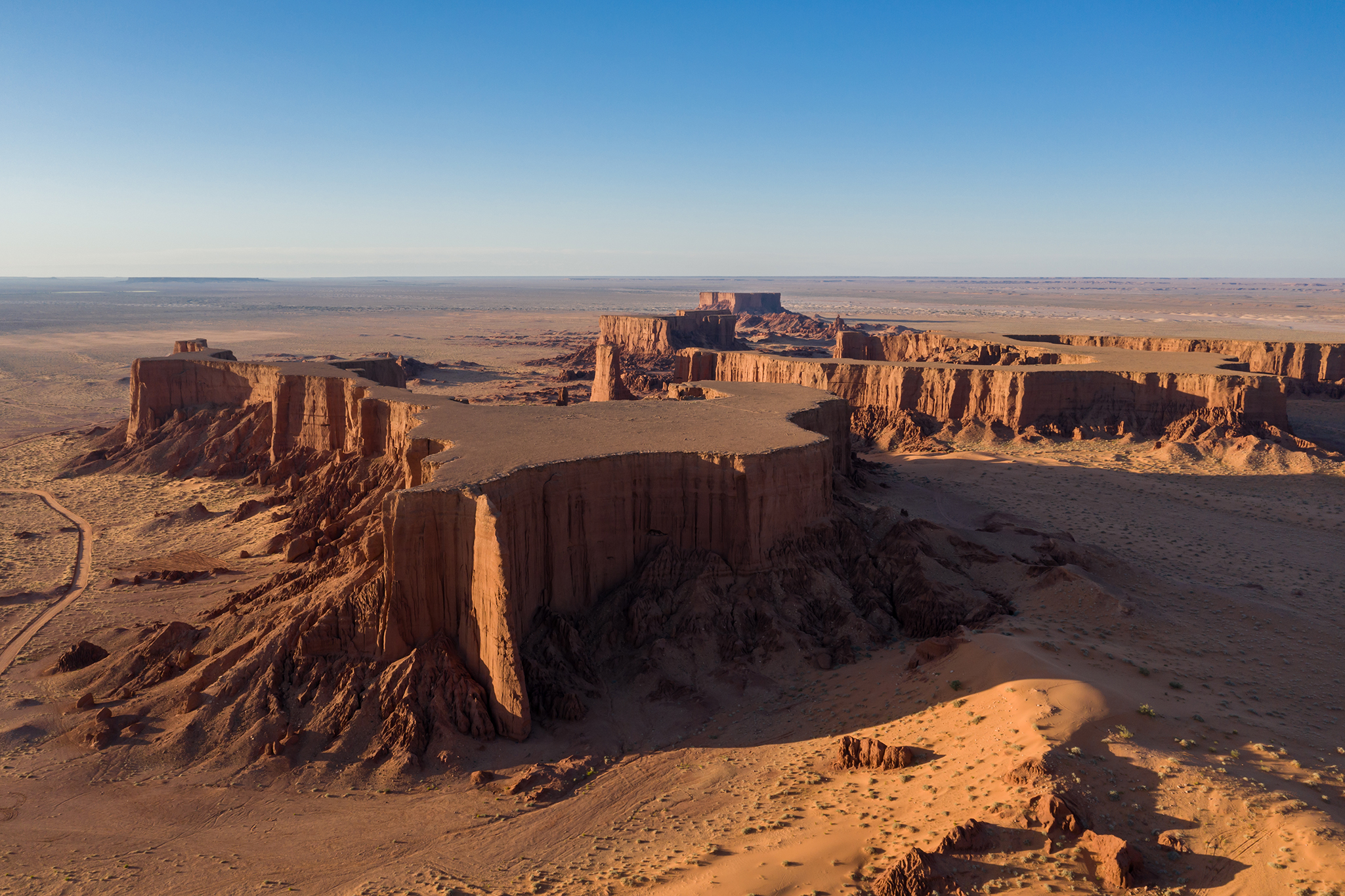
El Gour

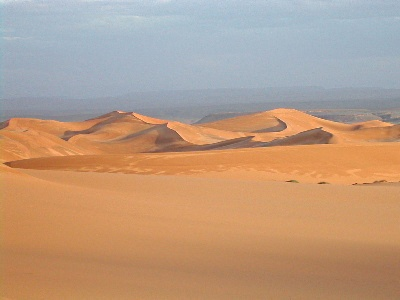
Dune nel deserto dell'Algeria

Il deserto dell'Algeria (in arabo الصحراء الجزائرية‎?) è posizionato nella parte centro-settentrionale dell'Africa e fa parte del deserto del Sahara. Il deserto occupa più dei quattro quinti dell'intero territorio algerino.

## Caratteristiche
Il deserto ha inizio dalle alture dell'Atlante Sahariano dove ha le caratteristiche di un deserto di pietre e diviene sempre più composto da dune sabbiose man mano che ci addentra verso il centro del paese. Nella sua parte sudoccidentale si trova la catena montuosa del Tassili n'Ajjer. L'area è di grande interesse archeologico e dal 1982 viene inclusa nella lista dei patrimoni dell'umanità dell'UNESCO per le oltre 15.000 pitture e incisioni rupestri di origine preistorica.
L'area è nota per l'estrema aridità e l'elevato calore; temperature estreme diurne tra 46 °C e 51 °C sono comuni in gran parte del deserto durante i periodi più caldi. I villaggi come Ouargla, Touggourt, Béni Abbès, Adrar e In Salah sono tra le più calde località del pianeta durante l'estate.
Le precipitazioni medie annue sono inferiori ai 100 mm nella parte più settentrionale, e addirittura minori di 50 mm nelle zone centrali e meridionali, che vengono così classificate come iper-aride e tra i luoghi più aridi del pianeta.